# Sunderlandi Egyetem
A Sunderlandi Egyetem (University of Sunderland) egyetem az Egyesült Királyságban. Sunderlandi Technikai Főiskola (Sunderland Technical College) néven alapították 1901-ben majd 1992-ben megkapta az egyetemi státuszt. A Sunderlandi Egyetem tagja a Modern Egyetemek Koalíciójának (Coalition of Modern Universities), ami egy szövetség a modern angliai egyetemek között. Az egyetemnek Sunderlandben, Londonban és Hong Kong-ban is van kampusza.

## Történet

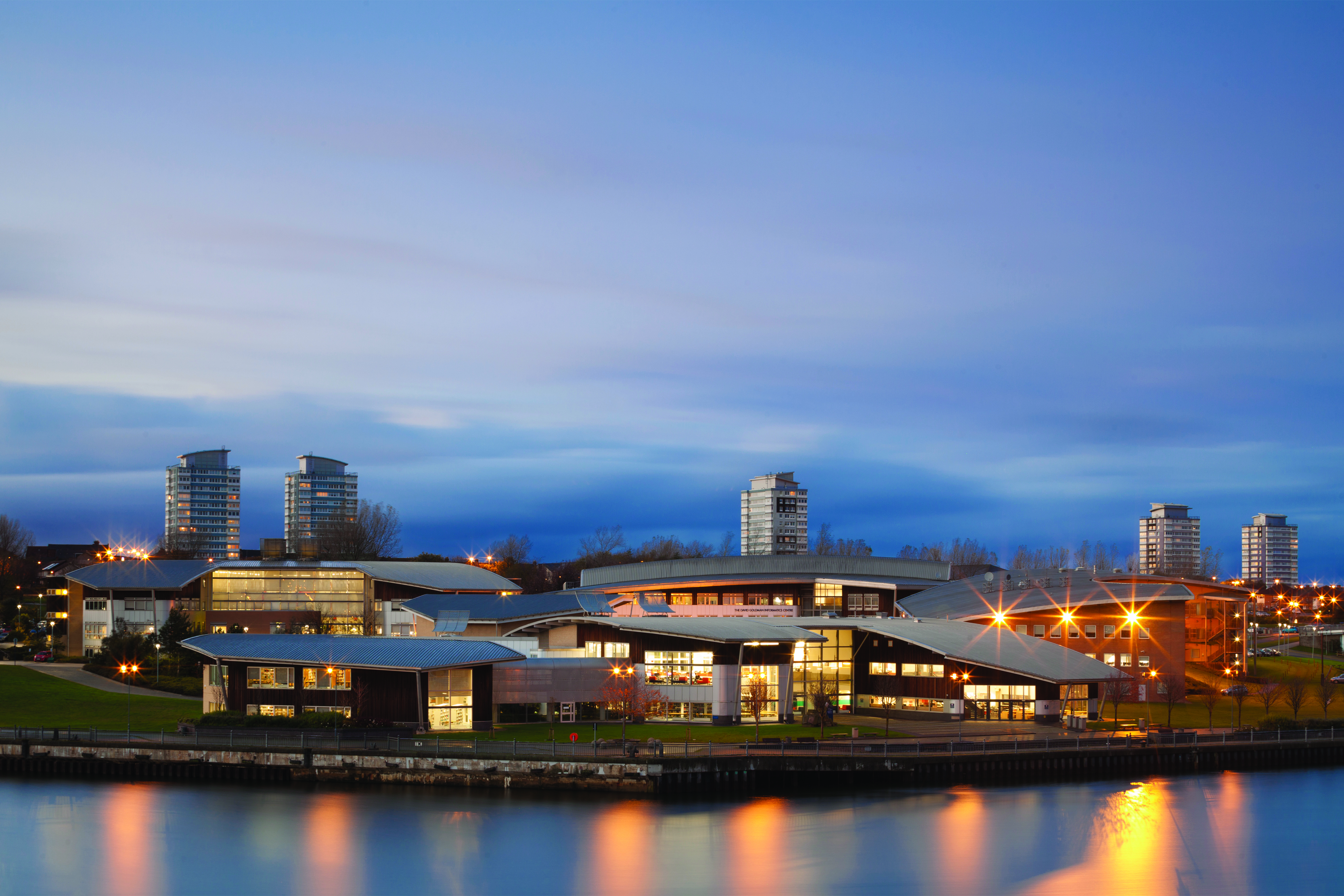
St Peter egyetemi kampusz

A Sunderlandi Egyetemet 1901-ben alapították Sunderlandi Technikai Főiskola néven. A főiskola volt az első olyan intézmény amely sandwich kurzusokat indított. A gyógyszerészeti tanszéket 1921-ben, amíg a hajóépítészeti tanszéket 1922-ben alapították.
A politechnikum 1992 kapott egyetemi státuszt miután elfogadták a Felső- és továbbtanulási oktatási törvényt 1992-ben. Lord Puttnam lett az egyetem első kancellárja 1998-ban.

### Politechnikum
A Sunderlandi Politechnikumot 1969 január 26-án alapították a technikai főiskola, a Művészeti iskola (amit szintén 1901-ben alapítottak) és a Sunderlandi Tanárképző Főiskola, amit 1908-ban alapítottak, egyesítésével. A Sunderlandi Politechnikum azon 30 politechnikum között volt amelyek legfőbb célja az volt, hogy akadémia és szakmai tárgyakat oktasson. Az alkalmazott oktatás volt a középpontban és a gyökerei a mérnöki és az alkalmazott tudományokból eredeztethetőek. Mint politechnikum, A Sunderlandi Politechnikum hozta létre az első távoktatás kurzust az Egyesült Királyságban.

### Egyetemi státusz
Az 1992-es Felső- és Továbbtanulási törvény elfogadásával a Sunderlandi Politechnikum egyetemi státuszt szerzett. Lord Puttnam lett az első egyetemi kancellár 1998-ban. Kezdetben a Sunderlandi Empire Színház adott otthont a diplomaátadó ceremóniáknak. 2004-től a diplomaátadó ünnepségeket a Stadium of Light-ben tartják. 2007-ben Lord Puttnam lemondott a kancellári címéről, hogy az Open University-nél legyen kancellár.
2008 május 23-án Steve Cram lett az egyetem kancellárja, aki korábban olimpikon volt.
2018-ban az Egyesült Királyság kormánya bejelentette azt a kezdeményezést, hogy 5 új orvosi iskolát hoznak létre az Egyesült Királyságban, hogy növeljék az orvosok számát. Az 5 új iskolának egyike éppen a Sunderlandi Egyetemen fogják létrehozni.
2019 május 24-én bejelentették, hogy az énekes és dalszerző Emeli Sandé lett a Sunderlandi Egyetem új kancellárja.

## Kampuszok

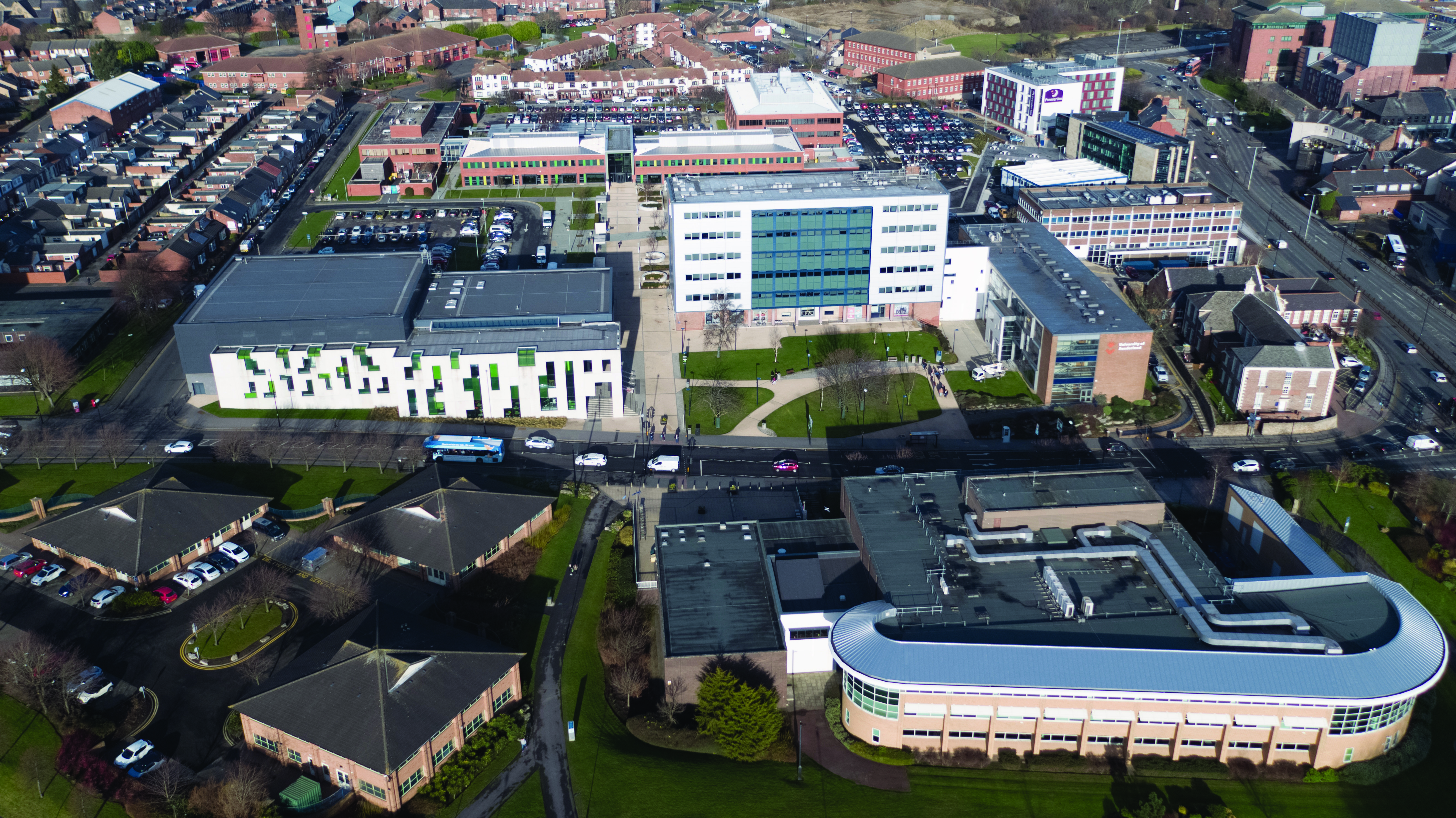
Városi campus

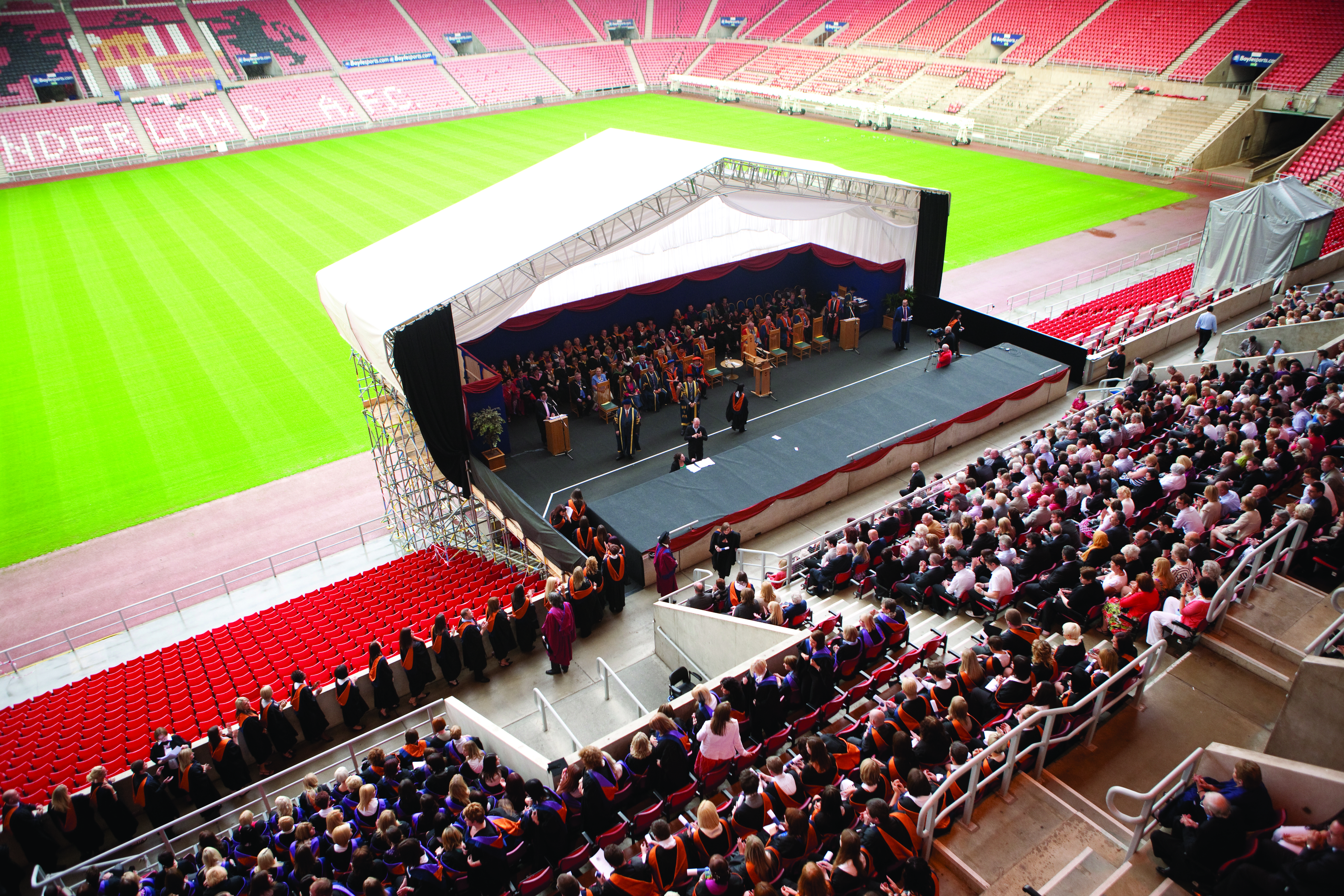
Diplomaátadó a Stadium of Light-ban

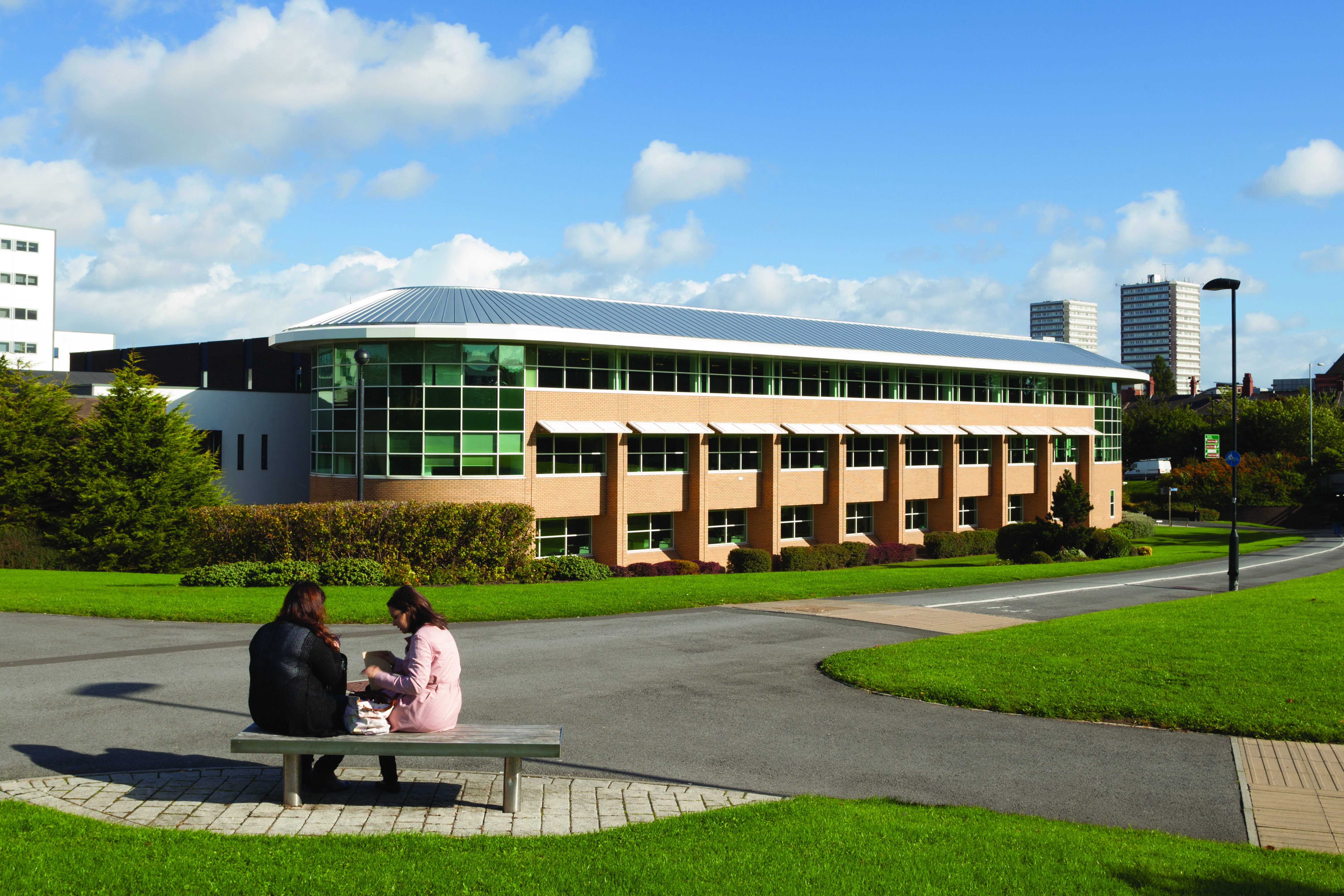
Murray Könyvtár

A Sunderlandi Egyetemnek két egyetemvárosa van, az egyik Hong Kongban, a másik pedig Londonban. A sunderlandi egyetemváros két campusból áll: City Campus, és a Sir Tom Cowie Campus St Peter-sen. A Sir Tom Cowie Campus-t az 1990-es években nyitották meg és a Wear folyó északi partján található, ahol a Szent Péter templom és monostor is található.
2002 szeptemberében az egyetemvárost átnevezték Sir Tom Cowie Campus-ra. Tom Cowie egy helyi üzletember volt, aki anyagilag támogatta az egyetemet. A Sunderlandi Üzleti Iskola (Sunderland Business School) szintén átnevezték Reg Vardy Központra (The Reg Vardy Centre).
A Szent Péter campushoz tartozik a: Északi Part (North Shore), a Wear-parti Ház (Wear Bank), Reg Vardy Központ (Reg Vardy Centre), Szent Péter Könyvtár (St Peter's Library), David Goldman Informatikai Központ, Prospect Épület, David Puttnam Média Központ, Nemzeti Üveg Központ (national Glass Centre). A David Puttnam Média Központ otthont ad a diákok által vezetett Spark Sunderland és a Made in Tyne & Wear rádió állomásoknak. A Szent Péter campus-t Estelle Morris, aki korábban oktatási titkár volt az egyetemen, nyitotta meg hivatalosan 2004 márciusában.
2006-ban a Chester-úti campuszt átnevezték Városi campus-ra (City Campus).

## Híres diákok
- Griselda Allan – angol művész
- Kerry Ann Christiansen – brit színésznő
- Carl I. Hagen – norvég politikus
- Terry Deary – brit szerző
- Andy Ogle – MMA sportoló
- Mike Rumbles – skót politikus